# 珍渦虫
珍渦虫（ちんうずむし、チンウズムシ）、学名 Xenoturbella は、バルト海、太平洋の海底に生息するウズムシ様の左右相称動物。1属2種のみが知られていたが、2016年までに新たな4種が報告された。分類上の位置が永い間定まらない謎の多い動物であるが、無腸動物と近い発生型を持つことが判明し、また、ミトコンドリアのゲノム解析から動物の進化の初期段階に位置する単純な生物という説が出ている。

## 概要
1878年に発見され、1949年に報告されたが、その分類は長らく謎で、渦虫の珍しい仲間だと思われていた。一時は二枚貝に近い軟体動物であろうとされたが(Noren & Jondelius, 1997) 、あまりにも体の構造が異なることから、この論は驚きをもって受け止められた。しかし実際には、これはサンプルにこの動物が食べた軟体動物の幼生が混入していたためらしい（DNAサンプルにもこれが混入して誤認された）。
2003年にDNAによる系統研究が行われ、後口動物に属する独立のグループとされた（Bourlat et al., 2003）。さらにその後の詳細な研究の結果、独立の門「珍渦虫動物門」（Xenoturbellida）とされていた（棘皮動物などに近い。Bourlat et al., 2006）。
2011年に中野裕昭は、 X. bocki の自然産卵による卵と胚の観察結果を報告し、摂食性の幼生期を経ない直接発生型であることから無腸動物（Acoelomorpha）とともに「珍無腸動物門」（Xenacoelomorpha）という動物門を構成することを提唱した。2016年に発表された研究結果では、ゲノム解析によっても無腸動物と姉妹関係にあることが示された（Rouse et al., 2016）。

## 形態
幅は5 mm程度、長さは4 cm以下でやや細長く、扁平で左右対称。体制は非常に単純で、脳、中枢神経系や、生殖腺その他の独立した器官も体腔もない。下向きの口とそれに続く"腸"だけがあり、肛門はない。表面に繊毛があり散在神経系はある。平衡胞のようなものがある。
生殖法も不明であるが、産卵し、無腸動物と同じく、摂食性の幼生期を経ない直接発生型である。

## 種
Xenoturbella 属は2017年までに6種が記載されている。今のところ X. bocki はバルト海で、残りの5種は太平洋で見つかっている。そのうち X. japonica は太平洋西部の日本近海（東北沖と三浦半島沖）で、他の4種は太平洋東部から報告されている。
- Xenoturbella bocki Westblad, 1949
  - Xenoturbella westbladi Israelsson, 1999は Xenoturbella bocki の異名（ジュニアシノニム）とされる[10]。
- Xenoturbella churro Rouse, Wilson, Carvajal & Vrijenhoek, 2016
- Xenoturbella hollandorum Rouse, Wilson, Carvajal & Vrijenhoek, 2016
- Xenoturbella japonica Nakano et al., 2017[11][12][13]
- Xenoturbella monstrosa Rouse, Wilson, Carvajal & Vrijenhoek, 2016

俗称「紫の靴下（purple sock）」。体長20 cmと既知のものより大型。
- Xenoturbella profunda Rouse, Wilson, Carvajal & Vrijenhoek, 2016